# Troisième guerre indo-pakistanaise
Guerre de libération du Bangladesh
Batailles
Torpillage du Khukri * Opération Trident (1971) * Opération Python (1971)
La troisième guerre indo-pakistanaise, qui eut lieu en décembre 1971, dans le cadre de la guerre de libération du Bangladesh, qui aboutit à l'indépendance du Pakistan oriental sous le nom de Bangladesh. Les deux États issus de la partition de l'Inde s'étaient déjà affrontés en 1947-1948 et en 1965, au sujet du Cachemire.

## Mauvais rapports entre les deux Pakistan
En 1970, la Ligue Awami, une formation politique du Pakistan oriental, revendique l'indépendance de ce qui va devenir le Bangladesh. Depuis la partition de l'ancien Empire britannique des Indes en 1947, le Pakistan, État fondé sur la religion majoritaire de ses habitants qu'est l'islam, est alors constitué de deux entités : le Pakistan occidental (correspondant au Pakistan actuel) qui avec une superficie de plus de 800 000 km2 comprenait 55 % de la population, et le Pakistan oriental, anciennement nommé Bengale oriental (le Bangladesh actuel), d'une superficie de 144 000 km2 formant 45 % de la population (avec 78 millions d'habitants avant le conflit) et distant de plus de 1 500 kilomètres par rapport au Pakistan occidental.
Les Pakistanais orientaux (qui sont Bengalis, comme les habitants de l'État indien du Bengale-Occidental, dont Calcutta est la capitale) considèrent que leur participation au pouvoir est insuffisante (aucun président du Pakistan provenant de cette région, et 5 Premiers ministres totalisant 5 ans d'exercice sur les 24 ans d'existence alors du Pakistan) et une considération économique inférieure au Pakistan occidental (les dépenses du gouvernement sont réparties entre 1950 et 1970 à 59,5 % du budget dans le Pakistan occidental et 40,5 % dans le Pakistan oriental). La mauvaise gestion du gouvernement central lors du désastreux cyclone de Bhola qui fit entre 250 000 et 500 000 morts ne fit qu'augmenter le ressentiment de la population,. Ce fut peut-être la première fois qu'une catastrophe naturelle déclencha une guerre civile.
La démission du général Ayub Khan en 1969 amène à la tenue d'élections législatives en décembre 1970 où le Pakistan oriental se voit reconnaître son importance démographique. Il devait alors disposer de 162 sièges sur les 300 du parlement du Pakistan. Le résultat des élections permet à la Ligue Awami, dirigée par Mujibur Rahman, d'obtenir 160 sièges et de revendiquer la formation d'un gouvernement. Le président et général pakistanais, Yahya Khan, appuyé par son successeur Zulfikar Ali Bhutto refuse. Après avoir mis en scène des pourparlers avec Mujibur, il le fait arrêter dans la nuit du 25 mars 1971, interdit la Ligue Awami, et lance une répression de grande ampleur. Le 26 mars 1971, Ziaur Rahman, officier rebelle de l'armée pakistanaise, déclare l'indépendance du pays au nom de Mujibur Rahman.

## Guerre de libération du Bangladesh

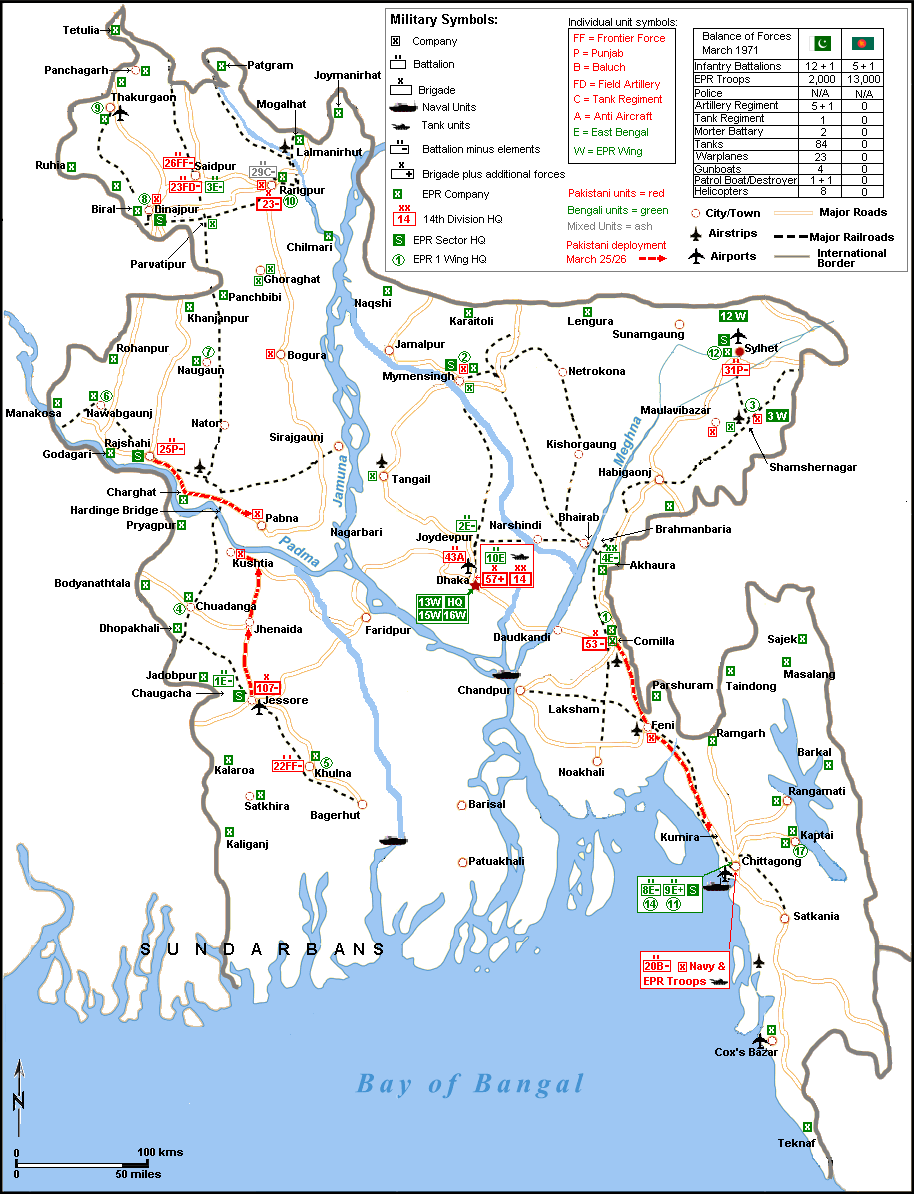
Localisation des forces pakistanaises et bengalies le 25 mars 1971 au déclenchement de l'opération Searchlight.

L'opération Searchlight, lancée le 25 mars 1971 utilisa des méthodes sanglantes ; la violence de ce qu'on appellera la « guerre de libération du Bangladesh » provoqua la mort de nombreux civils. Parmi les cibles les plus importantes, on trouve des intellectuels et des hindous ; la plupart des chefs de la Ligue Awami quittent le pays et installent un gouvernement en exil à Calcutta, en Inde. La guerre dure neuf mois et des millions de réfugiés entrent en Inde pour fuir les combats.
Il y avait plus de 20 % d'hindous avant 1971, et après 1971, les statistiques vont montrer une baisse, et donner le chiffre de 10 % d'hindous, ce qui semble parlant pour estimer le nombre des victimes issues de cette religion (il y avait toujours 9 % d'hindous en 2012).
Les forces armées du Pakistan rencontrent une résistance indépendantiste facilement matée malgré la guérilla menée par les Mukti Bahini. Le pourcentage de Bengalis ayant le rang d'officiers dans les forces armées pakistanaises étaient d'environ 5 % en 1965 et il n'y avait que deux unités spécifiquement est-pakistanaises.
En avril, une résolution du Parlement de l'Inde demande que la Première ministre de l'Inde Indira Gandhi aide à l'approvisionnement des rebelles dans l'Est du Pakistan. Elle obéit, mais refuse de reconnaître le gouvernement provisoire de Bangladesh indépendant.
Une guerre de propagande entre le Pakistan et l'Inde suivit le début de cette guerre d'indépendance, Yahya menaça de faire la guerre à l'Inde si ce pays tente de saisir une partie du Pakistan et affirme que le Pakistan peut compter sur ses amis américains et chinois. Dans le même temps, le Pakistan a tenté d'apaiser la situation dans sa partie Est. Tardivement, il a remplacé Tikka, dont les tactiques militaires avaient causé des dégâts et des pertes de vie humaines, par le plus modéré lieutenant général A. A. K. Niazi. Un modéré bengali, Abdul Ali Malik (en), a été installé en tant que gouverneur civil du Pakistan oriental. Ces gestes d'apaisements tardifs n'ont pas donné de résultats ni apaisé l'opinion mondiale.
Selon les estimations, cette guerre civile aurait causé en 9 mois entre 500 000 et 3 000 000 de décès de civils bengalis, un bilan alourdi notamment par des épidémies de choléra,. Environ 200 000 femmes furent violées par des soldats pakistanais durant ce conflit.

## La réaction de l'Inde

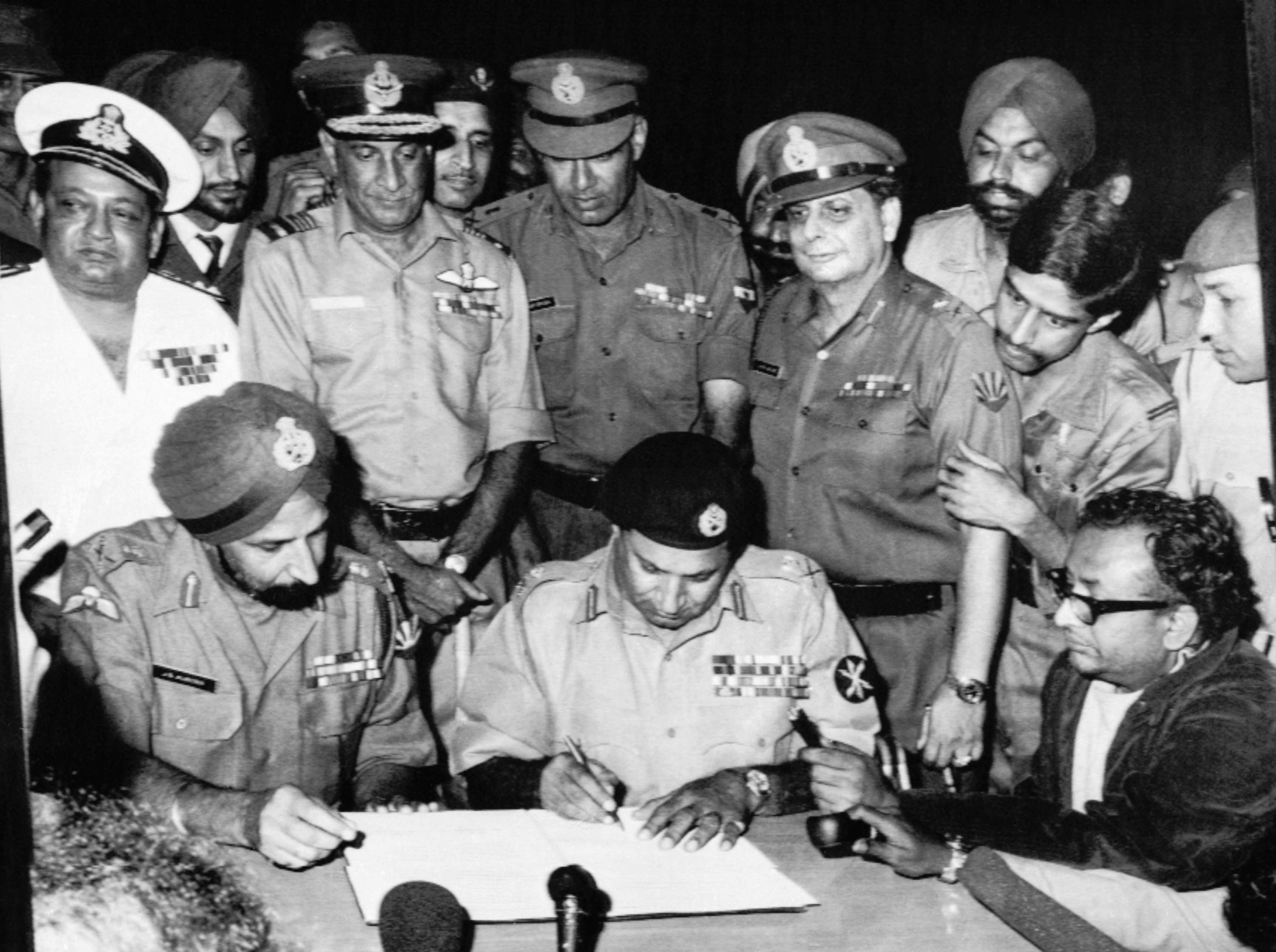
Le général pakistanais A. A. K. Niazi signant la reddition.

Ces évènements provoquent en quelques mois l'exode de 8 à 10 millions de réfugiés vers l'Inde. Le gouvernement indien mené par Indira Gandhi accumule ses forces le long de la frontière du Cachemire et soutient activement le mouvement indépendantiste. Les Indiens attendent l'hiver pour intervenir, afin d'éviter un soutien de la république populaire de Chine au profit des Pakistanais.
Les forces en présence étaient en faveur de l'Inde. Les forces armées indiennes disposaient de 24 divisions, de plusieurs brigades blindées équipées entre autres de 450 chars T-54 et T-55 et de 300 Vijayanta (Vickers Mk. 1 construits localement), de plusieurs brigades d'infanterie et de deux divisions de parachutistes, son aviation était composée de 600 avions de combat dont huit escadrilles de récents MiG-21, six escadrilles de Su-7, six de Hawker Hunter, huit de Folland Gnat, deux de HAL HF-24 Marut, quatre de bombardiers Canberra. Le moral était excellent et son commandement de qualité.
De son côté, le Pakistan alignait 12 divisions d'infanterie, 2 divisions blindées, une brigade blindée et son aviation, équipée de six escadrilles de chasseurs F-86 Sabre, une de F-104 Starfighter, trois de Shenyang J-6, une de Mirage IIIEP et deux de bombardiers Canberra, était plus faible et moins efficace que celle de l'Inde. La valeur des troupes pakistanaises était excellente mais la corruption du régime avait dégradé le commandement et le moral de l'armée.
Le 3 décembre 1971, l'aviation pakistanaise attaque préventivement plusieurs bases aériennes indiennes, ce qui permet à l'armée indienne de répliquer : elle lance une offensive-éclair sur le Pakistan oriental le 4 décembre, le théâtre d'opération du Cachemire n'étant pas concerné. 160 000 militaires indiens entrent au Pakistan oriental et affrontent une force pakistanaise de 73 000 hommes. L'armée pakistanaise, isolée dans ce territoire, assiégée à Dacca à partir du 10 décembre alors que la marine pakistanaise est neutralisée lors des opérations Trident et Python, accepte la défaite le 16 décembre et le président pakistanais Yahya Khan accepte le cessez-le-feu puis démissionne. Les opérations militaires ont causé la mort d'entre 10 000 et 30 000 soldats dans les deux camps. Le Bangladesh devient effectivement indépendant en janvier 1972, Mujibur Rahman prit la tête de son premier gouvernement.
Le Pakistan a été fermement soutenu par la diplomatie des États-Unis, alors menée par Henry Kissinger sous la présidence de Richard Nixon. Tout en étant une nation non-alignée, l'Inde est à ce moment-là une nation proche de l'URSS avec qui elle signe un traité de coopération militaire en août 1971 en prévision de ce conflit — au moins un militaire soviétique meurt au Bangladesh. Les relations entre l'Inde et les États-Unis se détériorent à cause du traité signé avec l'URSS, ce qui provoque la méfiance de Kissinger à l'égard d'Indira Gandhi. Kissinger estime que l'Inde cherche à asseoir sa situation dans la région par une démonstration de force. Le soutien est principalement diplomatique, puis, alors que le Pakistan est au bord de la déroute militaire, un porte-avions américain, l'USS Enterprise (CVN-65) est envoyé dans le golfe du Bengale pour intimider le gouvernement indien et lui faire conclure un cessez-le-feu. L'objectif de la Maison-Blanche est de prévenir l'annexion du Cachemire par l'Inde qui pourrait entraîner la destruction du Pakistan ; il s'agit de donner des gages de sécurité aux alliés, de contrer les manœuvres des Soviétiques et de poursuivre le rapprochement avec la Chine, alliée du Pakistan qui sert d'intermédiaire entre les deux pays.
L'une des conséquences de cette guerre, outre la création d'un État dont la population est l'une des dix premières du monde, est un sévère affaiblissement du Pakistan.